# GNU Mailman
GNU Mailman ist eine freie Software zur Verwaltung von E-Mail-Diskussionen und Mailinglisten.

## Entwicklung
Mailman ist Teil des GNU-Projekts und ist fast ausschließlich in der Programmiersprache Python geschrieben. Kleine Teile des Programmcodes sind auch in C geschrieben.

## Systemanforderungen
Mailman läuft auf den meisten POSIX-basierten Betriebssystemen wie Unix, Mac OS X oder Linux. Voraussetzungen für die Version 2.1 sind außerdem ein Webserver mit CGI 1.1 API-Unterstützung (beispielsweise Apache), ein Mailserver sowie ein installierter Python-Interpreter ab Version 2.7.
Für die Version 3.0 von Mailman wird ein Python-Interpreter in der Version 3.4 empfohlen. Mailman unterstützt die Einbindung in Websites sowie die Konfiguration über eine eigene Webschnittstelle.

## Verbreitung
Derzeit ist Mailman vor allem in Bildungseinrichtungen verbreitet, aber auch für internen Gebrauch in Unternehmen wie Apple, Dell Computers oder dem Heise Verlag, sowie in Zusammenschlüssen wie dem Open-Source-Portal SourceForge. Zudem wird Mailman vielfach auf privaten Servern zum Eigengebrauch verwendet. Neben Webhostern existieren auch spendenbasierte Hosting-Angebote wie von immerda.ch, die jedoch nur auf Einladung in Anspruch genommen werden können. Lediglich bei Mailmanlists.net können ohne Zweckbindung und Zugangsbeschränkung gegen Gebühr Listen angefordert werden.

## Alternativen
Deutlich älter ist das Mailinglisten-System Majordomo, welches noch weit verbreitet ist und kein installiertes Python voraussetzt. Majordomo wird jedoch nicht mehr weiterentwickelt und ist nach modernen Standards vergleichsweise kompliziert zu bedienen und zu konfigurieren.
Bekannte Alternativen sind:
- Ezmlm
- GroupServer
- Listserv
- MailCtrl
- Majordomo – wird nicht mehr weiterentwickelt
- mlmmj
- phpList
- Sympa